# Shawn Mullins

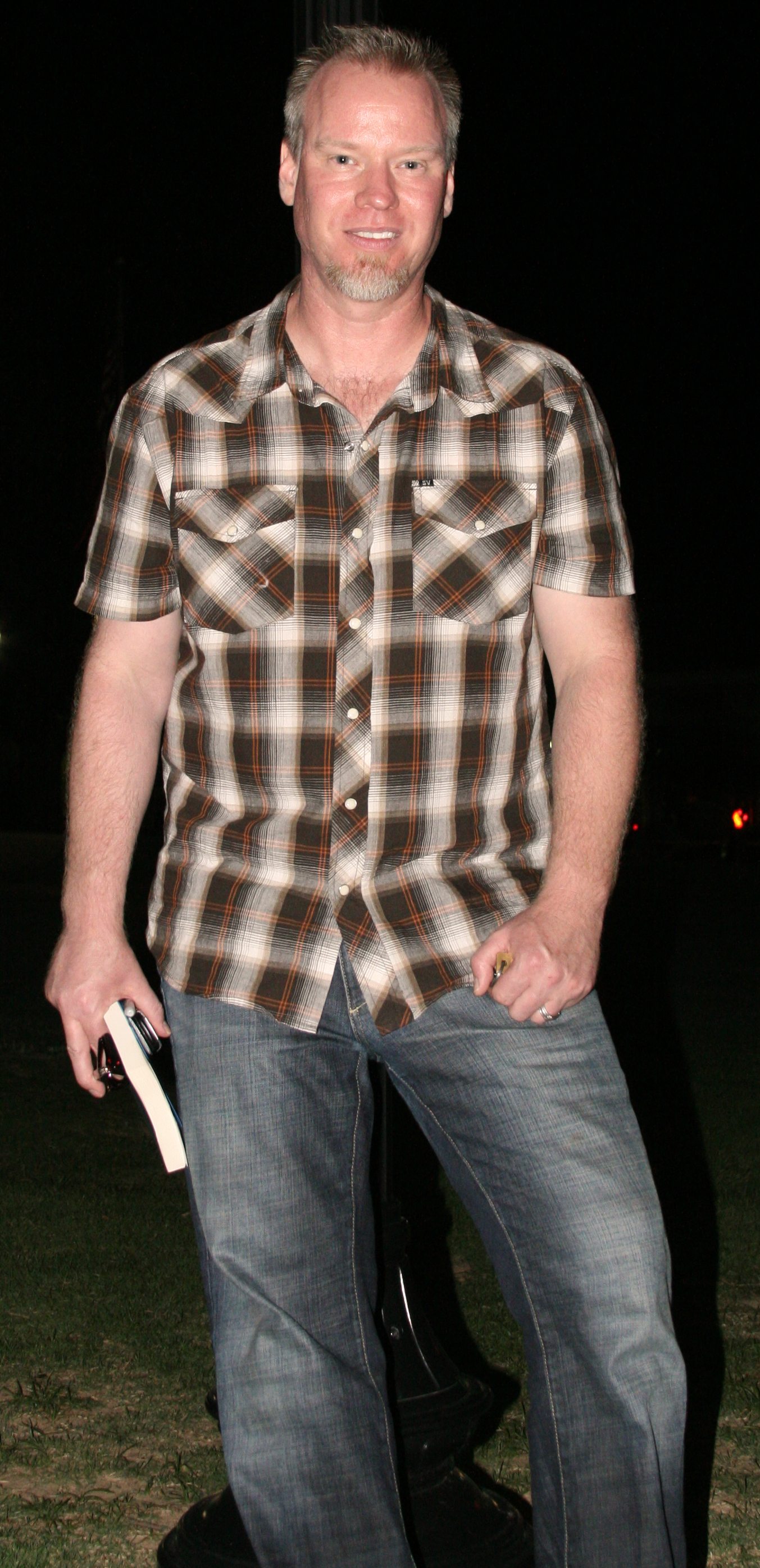
Shawn Mullins (2009)

Shawn Mullins (* 8. März 1968 in Atlanta, Georgia, USA) ist ein US-amerikanischer Musiker und Singer-Songwriter, der sich auf Folk, Folk Rock und Alternative Country spezialisiert hat. Sein größter Hit war der Song Lullaby (auch bekannt als Rockabye), das weltweit sehr erfolgreich war.

## Karriere
Sein bislang größter kommerzieller Erfolg war 1998 seine Single Lullaby, die weltweit ein großer Hit war. Im Jahr 2000 veröffentlichte Mullins eine Coverversion von dem Prince-Song 1999 auf dem Sampler Andrew Denton Breakfast Show Musical Challenge. 2002 gründete er gemeinsam mit Matthew Sweet und Pete Droge die Folkrockgruppe The Thorns; ihr gleichnamiges und bisher einziges Musikalbum erschien 2003. Mullins lebt mit seiner Familie in der Nähe von Atlanta in der Kleinstadt Decatur/Georgia.

## Diskografie

### Studioalben
| Jahr | Titel                  | Höchstplatzierung, Gesamtwochen, AuszeichnungChartplatzierungen (Jahr, Titel, Platzierungen, Wochen, Auszeichnungen, Anmerkungen) | Höchstplatzierung, Gesamtwochen, AuszeichnungChartplatzierungen (Jahr, Titel, Platzierungen, Wochen, Auszeichnungen, Anmerkungen) | Höchstplatzierung, Gesamtwochen, AuszeichnungChartplatzierungen (Jahr, Titel, Platzierungen, Wochen, Auszeichnungen, Anmerkungen) | Anmerkungen                            |
| Jahr | Titel                  | DE | UK | US | Anmerkungen                            |
| ---- | ---------------------- | --- | --- | --- | -------------------------------------- |
| 1990 | Shawn Mullins          | — | — | — | Erstveröffentlichung: 1990             |
| 1991 | Everchanging World     | — | — | — | Erstveröffentlichung: 1991             |
| 1992 | Better Days            | — | — | — | Erstveröffentlichung: 1992             |
| 1994 | Big Blue Sky           | — | — | — | Erstveröffentlichung: 1994             |
| 1996 | Eggshells              | — | — | — | Erstveröffentlichung: 1996             |
| 1998 | Soul’s Core            | DE63 (3 Wo.)DE | UK60 (3 Wo.)UK | US54 Platin · (35 Wo.)US | Erstveröffentlichung: 7. Juli 1998     |
| 2000 | Beneath the Velvet Sun | — | — | — | Erstveröffentlichung: 24. Oktober 2000 |
| 2006 | 9th Ward Pickin Parlor | — | — | — | Erstveröffentlichung: 14. Februar 2006 |
| 2008 | Honeydew               | — | — | US199 (1 Wo.)US | Erstveröffentlichung: 11. März 2008    |
| 2010 | Light You Up           | — | — | — | Erstveröffentlichung: 12. Oktober 2010 |
| 2015 | My Stupid Heart        | — | — | — | Erstveröffentlichung: 23. Oktober 2015 |

### Livealben
- 1995: Jeff’s Last Dance, Vol. 1
- 1995: Jeff’s Last Dance, Vol. 2
- 2004: Live From Portland Bootleg
- 2005: Jeff’s Last Dance, Vol. 3
- 2008: Live At the Variety Playhouse

### Kompilationen
- 1993: The First Ten Years
- 2003: The Essential
- 2006: Lullaby: Hits, Rarities & Gems

### Singles
| Jahr | Titel Album                                                       | Höchstplatzierung, Gesamtwochen, AuszeichnungChartplatzierungen (Jahr, Titel, Album, Platzierungen, Wochen, Auszeichnungen, Anmerkungen) | Höchstplatzierung, Gesamtwochen, AuszeichnungChartplatzierungen (Jahr, Titel, Album, Platzierungen, Wochen, Auszeichnungen, Anmerkungen) | Höchstplatzierung, Gesamtwochen, AuszeichnungChartplatzierungen (Jahr, Titel, Album, Platzierungen, Wochen, Auszeichnungen, Anmerkungen) | Anmerkungen                           |
| Jahr | Titel Album                                                       | DE | UK | US | Anmerkungen                           |
| ---- | ----------------------------------------------------------------- | --- | --- | --- | ------------------------------------- |
| 1998 | Lullaby Soul’s Core                                               | DE75 (9 Wo.)DE | UK9 (11 Wo.)UK | US7 (28 Wo.)US | Erstveröffentlichung: 17. August 1998 |
| 1999 | What Is Life Big Daddy (O.S.T.) / Lullaby: Hits, Rarities, & Gems | — | UK62 (1 Wo.)UK | — | Erstveröffentlichung: 1999            |

Weitere Singles
- 1998: Shimmer
- 2000: Everywhere I Go
- 2006: Beautiful Wreck
- 2007: All in My Head
- 2010: Light You Up

## Auszeichnungen für Musikverkäufe
| Goldene Schallplatte - Kanada - 1999: für das Album Soul’s Core | Platin-Schallplatte - Australien - 1999: für das Album Soul’s Core - 1999: für die Single Lullaby |

Anmerkung: Auszeichnungen in Ländern aus den Charttabellen bzw. Chartboxen sind in ebendiesen zu finden.
| Land/RegionAuszeichnungen für Musikverkäufe (Land/Region, Auszeichnungen, Verkäufe, Quellen) | Gold  | Platin     | Verkäufe  | Quellen         |
| -------------------------------------------------------------------------------------------- | ----- | ---------- | --------- | --------------- |
| Australien (ARIA)                                                                            | —     | 2× Platin2 | 140.000   | aria.com.au     |
| Kanada (MC)                                                                                  | Gold1 | —          | 50.000    | musiccanada.com |
| Vereinigte Staaten (RIAA)                                                                    | —     | Platin1    | 1.000.000 | riaa.com        |
| Insgesamt                                                                                    | Gold1 | 3× Platin3 |           |                 |